# Hylaeus strenuus
Hylaeus strenuus är en biart som först beskrevs av Cameron 1897.  Hylaeus strenuus ingår i släktet citronbin, och familjen korttungebin. Inga underarter finns listade i Catalogue of Life.

## Bildgalleri

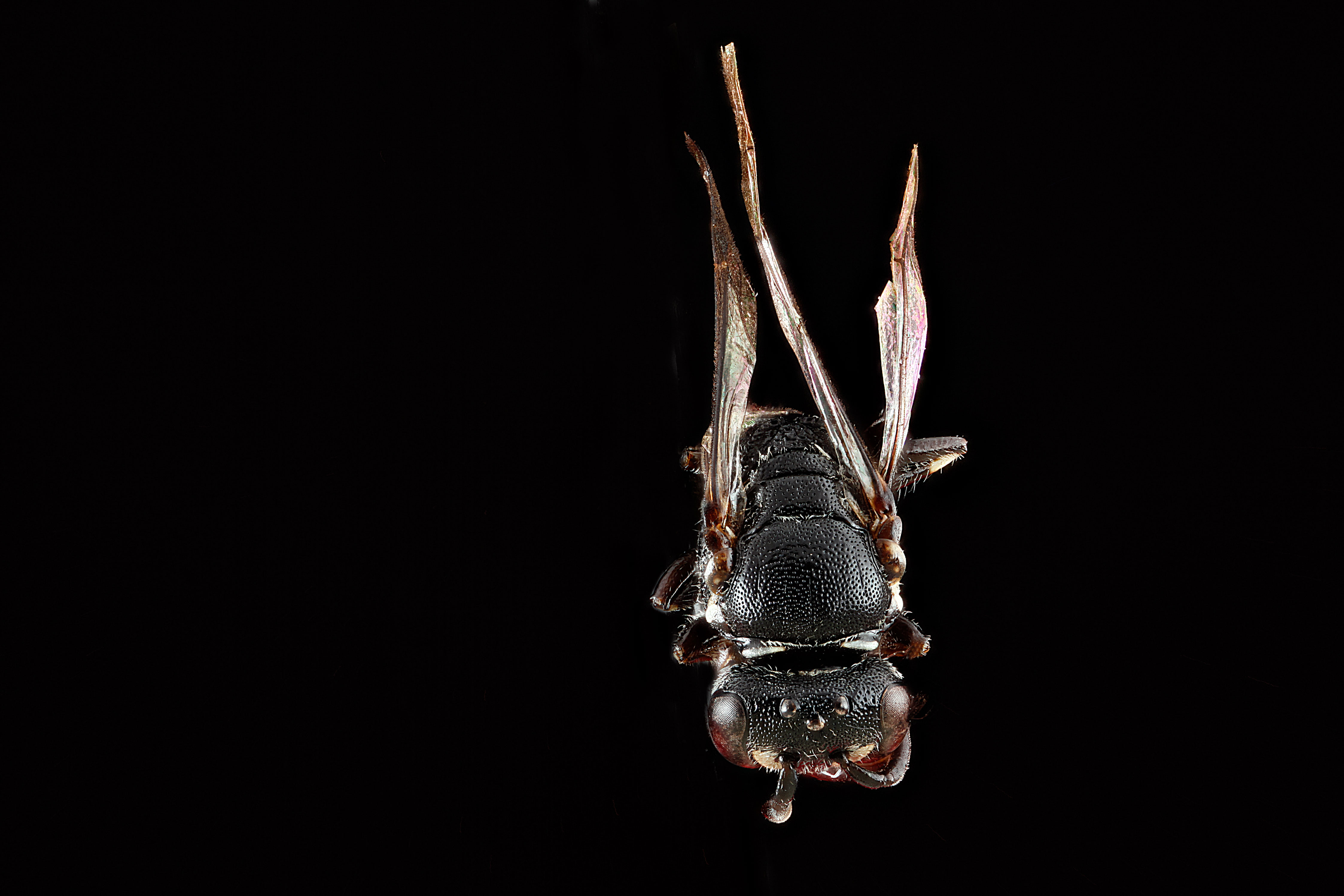